# Бауман, Эдгар
Эдгар Андрес Бауман Дуран (исп. Edgar Andres Baumann Durán; род. 16 апреля 1970 или 10 апреля 1970, Сан-Лоренсо, Сентраль) — парагвайский легкоатлет, специалист по метанию копья. Выступал за сборную Парагвая по лёгкой атлетике в 1989—1999 годах, обладатель серебряной медали Панамериканских игр, серебряный и бронзовый призёр Южноамериканских игр, действующий рекордсмен Южной Америки, участник летних Олимпийских игр в Атланте.

## Биография
Эдгар Бауман родился 10 апреля 1970 года в городе Сан-Лоренсо, Парагвай. Имеет немецкие корни.
Впервые заявил о себе в лёгкой атлетике на международном уровне в сезоне 1989 года, когда вошёл в состав парагвайской сборной — выступил в метании копья на юниорских южноамериканском и панамериканском первенствах, в обоих случаях став четвёртым.
В 1990 году выиграл серебряную медаль на Южноамериканских играх в Лиме.
В 1991 году закрыл десятку сильнейших на Панамериканских играх в Гаване.
В 1992 году занял седьмое место на иберо-американском чемпионате в Севилье.
В 1993 году выступил в метании копья на чемпионате мира в Штутгарте, в финал не вышел. Занимался лёгкой атлетикой во время учёбы в США в Университете штата Техас, выступал на различных студенческих соревнованиях в составе университетской команды Texas State Bobcats.
В 1994 году взял бронзу на Южноамериканских играх в Валенсии.
На Панамериканских играх 1995 года в Мар-дель-Плате завоевал серебряную медаль, уступив только кубинцу Эметерио Гонсалесу. Показанный им результат в 78,70 метра стал новым рекордом Южной Америки. Позднее метал копьё на чемпионате мира в Гётеборге, но в финал не вышел.
В 1996 году стал бронзовым призёром иберо-американского чемпионата в Медельине. Благодаря череде успешных выступлений удостоился права защищать честь страны на летних Олимпийских играх в Атланте — на предварительном квалификационном этапе метнул копьё на 77,74 метра, чего оказалось недостаточно для выхода в финал.
В 1997 году был четвёртым на чемпионате Южной Америки в Мар-дель-Плате, отметился выступлением на чемпионате мира в Афинах.
На иберо-американском чемпионате 1998 года в Лиссабоне показал четвёртый результат.
В 1999 году стал четвёртым на Панамериканских играх в Виннипеге, тогда как на соревнованиях в американском Сан-Маркосе установил ныне действующий рекорд Южной Америки и национальный рекорд Парагвая в метании копья — 84,70 метра (шестой результат мирового сезона).
Выполнив олимпийский квалификационный норматив, в 2000 году Бауман должен был принять участие в Олимпийских играх в Сиднее, однако буквально за день до отъезда парагвайской сборной в Австралию из-за болезни попал в больницу и был заменён другим копьеметателем Нери Кеннеди. Спортсмена возмутило такое решение Олимпийского комитета Парагвая, он начал судебную тяжбу, потребовав возмещение морального ущерба за необоснованное исключение из сборной. Тяжба в итоге продлилась более 9 лет, Баумана поддержал известный футбольный вратарь Хосе Луис Чилаверт, занимавшийся борьбой с коррупцией в парагвайском спорте.
Завершив спортивную карьеру, Эдгар Бауман занимался тренерской деятельностью, проявил себя как спортивный организатор.